# Oeroeg (film)
Oeroeg is een Nederlands-Belgisch-Indonesische film van de Nederlandse regisseur Hans Hylkema, die in Nederland op 10 juni 1993 in de zalen verscheen. In België en Indonesië verscheen de film in november 1993. De film is gebaseerd op het boek Oeroeg (1948) van Hella S. Haasse. De film heeft een looptijd van 114 minuten en kreeg als internationale titel Going Home.
Oeroeg is een film die een kijk geeft op de Nederlanders in Indonesië, van het uitroepen van de zelfstandigheid in 1945 tot de soevereiniteitsoverdracht op 27 december 1949. In de film worden gebeurtenissen van uit de jeugd van de hoofdpersoon afgewisseld met de periode van de politionele acties.

## Verhaal
Johan ten Berghe (Rik Launspach) keert in 1947 terug naar Indonesië, zijn geboorteland. Hij is luitenant in het Nederlands leger dat de opdracht krijgt de Indonesische onafhankelijkheidsstrijd neer te slaan. Ten Berghe komt echter gedesillusioneerd aan: het land waar hij is opgegroeid herkent hij nauwelijks. Flashbacks laten zien hoe Johan en zijn inheemse vriend Oeroeg (Martin Schwab) samen opgroeien in West-Java. Hoewel Johan de zoon is van een plantagehouder (Jeroen Krabbé) en Oeroeg de zoon is van Deppoh, de hoofdtoezichter van die plantage, vervagen de koloniale verschillen en hebben de twee kinderen een vriendschappelijke band. De twee groeien door de jaren heen geleidelijk aan steeds verder uit elkaar. Flashbacks tonen dat Johan en Oeroeg ongelijk behandeld worden. Zo wordt Oeroeg tijdens Johans verjaardagsfeestje eerder als knecht behandeld dan als een gelijke. Tijdens hun bezoek aan de cinema worden de twee verzocht apart te gaan zitten, de ene is immers blank en de andere is een inlander. Deze vriendschap komt uiteindelijk op de helling te staan als Deppoh sterft. Hij zou gestorven zijn toen hij Johan van een verdrinkingsdood wou redden, al blijkt dit later niet te kloppen. Oeroeg beschuldigt Johans vader van ouderlijke nalatigheid. Johan zal vlak voor de Tweede Wereldoorlog naar Nederland vertrekken omwille van zijn studies.
Na de oorlog keert hij terug, maar deze keer als militair. Het Nederlands leger moet de opstandelingen, die strijden voor onafhankelijkheid, onder de duim houden. Wanneer Johan naar zijn ouderlijk huis terugkeert, wordt hij onder schot gehouden door een inlander die uiteindelijk vlucht. Hierna ziet hij het lijk van zijn vader liggen. Johan vermoedt dat die man Oeroeg is en ook de moordenaar van zijn vader. Hierna besluit hij om op onderzoek te gaan. Terwijl de oorlog in volle gang is, hoopt Johan Oeroeg te vinden. Ondertussen wordt hij door het Indonesisch leger gevangen genomen. Hij ontdekt dat Oeroeg op het moment dat zijn vader vermoord werd, zelf krijgsgevangene was, en beseft dat zijn jeugdvriend niet schuldig kan zijn. Niet veel later vindt er een uitwisseling plaats tussen Nederlandse en Indonesische krijgsgevangenen. Johan wordt omgeruild voor twaalf Indonesiërs. Johan merkt op dat Oeroeg hierbij zit. Op de brug vraagt hij aan Oeroeg of ze nog vrienden zijn. Zolang het leven van een Nederlander gelijk is aan twaalf Indonesiërs niet, antwoordt Oeroeg. Toch zullen ze altijd broeders blijven. Ze gaan allebei hun eigen richting uit, maar Johan loopt nog even terug om zijn jeugdvriend de horloge van Johans vader te geven. Johans vader verloor zijn horloge toen hij zijn zoon uit het water redde. Deppoh stierf een verdrinkingsdood toen hij spontaan achter het horloge dook.

## Rolverdeling
| Acteur              | Personage             |
| Hoofdrollen         | Hoofdrollen           |
| ------------------- | --------------------- |
| Rik Launspach       | Johan ten Berghe      |
| Martin Schwab       | Oeroeg                |
| Joris Putman        | Kleine Johan          |
| Ramelan Bekkema     | Kleine Oeroeg         |
| Peter Faber         | Henegouwen Van Bergen |
| Tom Van Bauwel      | Twan                  |
| Josée Ruiter        | Lida                  |
| Ivon Pelasula       | Rita                  |
| Ayu Azhari          | Satih                 |
| François Beukelaers | Van Woerkom           |
| Jeroen Krabbé       | Hendrik Ten Berghe    |

## Productie
Het budget van de film bedroeg meer dan 8 miljoen gulden of 150 miljoen frank, ongeveer 3,7 miljoen euro. Om dit te bekostigen werd de film een coproductie tussen Nederland, België, Duitsland en Indonesië, met steun van de NOS, de BRTN (voorloper VRT), het Ministerie van de Vlaamse Gemeenschap en het Europese fonds Eurimages onder anderen.
Een halfjaar voor de start van de opnames reisden hoofdrolspelers Rik Launspach en Martin Schwab, Johan en Oeroeg in de film, af naar Indonesië om locaties als Jakarta (Batavia) en Bogor (Buitenzorg) te verkennen en zich voor te bereiden op hun rollen.
De opnames van de film vonden plaats gedurende de zomer van 1992 over een periode van vijftig dagen, al verliepen deze door omstandigheden niet altijd even vlot. Het filmproces werd onder andere geteisterd door langdurige stortregens, temperaturen boven de 40 °C en een diarree-epidemie bij de meer dan 80 acteurs en 2000 figuranten. Daarnaast waren er ook verkiezingen gaande en werd de ontwikkelingshulp van minister Jan Pronk, verantwoordelijk voor ontwikkelingssamenwerking, door de Indonesische regering stopgezet.
Ook bij het werken met de plaatselijke bevolking ondervond de crew moeilijkheden. Zo gaf regisseur Hylkema in een interview aan dat werken met bevelen op set, van essentieel belang in zulke kostelijke producties, als zeer onbeleefd ervaren werd in Indonesië en niet mogelijk was. Daarnaast sprong volgens Hylkema de lokale bevolking dikwijls te los om met tijdsafspraken voor opnames. Desondanks waren de cast en crew in het algemeen aangenaam verrast door de vlotte medewerking van Indonesiërs aan de ambitieuze film, in het bijzonder bij scènes die onaangename herinneringen zouden kunnen oproepen, zoals wanneer een inlander gemarteld wordt. Ondanks twijfels van cast en crew voor de opnames, bleken de Indonesiërs hier geen probleem van te maken, waren ze verrassend aardig en ontstond er volgens regisseur Hylkema tijdens sommige opnames de sfeer van een popconcert. Tot meer dan 2000 toeschouwers applaudisseerden spontaan bij enkele scènes, zelfs wanneer in een scène Nederlandse troepen door een stad vol anti-Hollandse leuzen rijden.
Bij de montage bleek de ambitieuze structuur van de film, met haar regelmatige flashbacks, echter minder goed te werken dan aanvankelijk gedacht. Hylkema beschrijft dan ook dat ten opzichte van het scenario flashbacks “in de montage ettelijke keren verschoven, verspreid, opgeknipt of aaneengezet” werden. Waarschijnlijk de meest voorname verandering hierbij is de scène aan het meer, die uiteindelijk veel eerder werd gemonteerd om als een motorisch moment te dienen.
Tijdens de montage ontstond ook enige controverse bij veteranen in Nederland naar aanleiding van een interview met Jeroen Krabbé, Hendrik Ten Berghe in de film, afgenomen door Pieter Van Lierop. “Wij hebben ons daar als nazi's misdragen”, stelde hij in dit interview, een uitspraak die bij de veteranen in het verkeerde keelgat schoot. Verontwaardigd richtten de veteranen zich tot toenmalig minister van Defensie, Relus ter Beek, en schreven in een brief dat ze vreesden dat de film “contraproduktief” zou kunnen zijn voor het veteranenbeleid. Producent Voorthuysen stelde toen dat de verontwaardiging onterecht was en oorlogsacties getrouw weergegeven werden. Toen de film aan hen getoond werd, voelden ze zich wel gerustgesteld.
Ten slotte bleek ook de muziek een heikel punt tijdens de productie, door onenigheid tussen regisseur Hylkema en producent Voorthuysen. Zo vond Voorthuysen de originele compositie van Tristan Keuris ‘te weinig meezingbaar’ en weigerde hij de film op die manier uit te brengen. Hylkema, niet zinnens veranderingen aan te brengen, schakelde zijn advocaat in. Na overleg, waarbij Keuris aanvankelijk aanbood zich terug te trekken, is de muziek uiteindelijk voornamelijk verzorgd door Keuris, met enkele composities van Henny Vrienten, de zanger van de groep Doe Maar.

## Context en ontstaansgeschiedenis
Hans Hylkema verfilmde Oeroeg, gepubliceerd door Hella Haasse in 1948, in 1993. Hylkema interesseert zich in de Nederlandse politiek en geschiedenis. In die lijn kan hij niet om Nederlands-Indië heen omdat het een grote rol heeft gespeeld in de Nederlandse geschiedenis. Het duurde 45 jaar eer een film werd gemaakt over dit verhaal. Hylkema verklaart dat Nederlandse filmmakers te weinig affiniteit met Indië hebben omdat het een zwarte bladzijde is in de Nederlandse geschiedenis, "betrokkenen praten slechts met grote moeite over de afloop van de Nederlandse aanwezigheid in Indië". De opnames van Max Havelaar verliepen toen moeizaam. Hierdoor hadden Nederlandse producenten weinig enthousiasme om nog in Indonesië aan de slag te gaan met een film. Tjalie Robinson en Rob Nieuwenhuys verweten Hella Haasse niet Indisch genoeg te zijn. Hylkema heeft geen affiniteit met Indië, behalve dat een vader van een nicht daar heeft gevochten. Hij had één enkel doel voor ogen: het maken van een film.
Merkwaardig genoeg is Oeroeg de eerste Nederlandse film die handelt over deze tijdsperiode. Een bezoek van Koningin Juliana had toen een politieke bijsmaak, en werd door sommigen aanschouwd als een spijtbetuiging. Al verklaart Hylkema dat het verleden voor hen geen rol speelt, ze waren daar enkel om een film te maken. Een vriendin van de regisseur woonde al een geruime tijd in Indonesië en de briefwisseling tussen beide hebben hem aangezet tot het nadenken over het Nederlands koloniaal verleden. Hylkema begon te reflecteren over het maken van een film en het boek Oeroeg leek hem een interessant en passend richtsnoer, "de vermenging van het persoonlijke drama en de maatschappelijke ontwikkelingen" spraken hem uitermate aan.
Na Hylkema's film, De Mannetjesmaker, was hij op zoek naar nieuw materiaal voor een volgende film. Hij was al geïnteresseerd in de laatste uren van de Nederlandse aanwezigheid in Indonesië, maar deze interesse werd aangewakkerd door briefwisseling met bevriende journalisten, Peter Schumacher en zijn vrouw. Ook keek hij in 1969 naar Achter Het Nieuws, zijn zus werkte samen met journalist Joop Hueting. Al deze omstandigheden zette Hylkema tot denken. Hij wilde sindsdien een film maken die handelt over Indonesië. Ondanks het gebrek aan een band met Indië, vond Hylkema wel dat zijn film mocht tonen wat ze sinds die tijd te weten zijn gekomen over de koloniale oorlog. Anders zou zo'n film geen bevredigend einde hebben.
Hij had verschillende drijfveren voor het maken van net deze film. Hylkema kwam tijdens research op de verhaalstructuur over een vriendschap tussen twee jongens met verschillende raciale achtergrond, die uit elkaar groeien en uiteindelijk weer met elkaar geconfronteerd worden. Zijn eerste uitgangspunt was niet het verfilmen van Oeroeg, maar het maken van een film in het licht van het Nederlands kolonialisme met die verhaalstructuur. Hij kwam er achter dat het vereenvoudigen van de koloniale geschiedenis tot één coherent dramatische verhaallijn, niet binnen zijn kunnen lag. Wanneer hij uit een stapel researchbronnen Oeroeg haalde en deze las, wist hij het meteen. "Dit boek was beter dan wat ikzelf ooit kon verzinnen".
Hylkema deelt mee dat het geen pure verfilming is van het boek, het is erop gebaseerd. "Ik [Hans Hylkema] zie mijn film Oeroeg dan ook niet als een verfilming maar als een film gebaseerd op."

## Verhouding tot de roman
Waar in het boek de jeugd van Johan en Oeroeg centraal staat en er slechts één kort hoofdstuk is waarin een volwassen Johan terugkeert naar Indonesië, kiest de film er juist voor om de focus te leggen op de periode vanaf de eerste politionele actie. Johan keert hierbij als luitenant in het Nederlands leger terug naar het land van zijn geboorte, Indonesië. Hier aangekomen wordt de lezer, in tegenstelling tot het boek dat verscheen voor de politionele acties, geconfronteerd met de erfenis van het Nederlands koloniale beleid. De film schuwt hierbij geweld tussen de twee groepen niet, en toont confronterende scènes zoals de marteling van een inlander en het spannen van een ijzerdraad over de weg door de Indonesische verzetsbeweging.
De jeugd en de langzame vervreemding tussen Johan en Oeroeg, centraal in het boek, spelen zich hierbij vóór de gebeurtenissen van de film af en worden weergegeven door middel van verschillende flashbacks. Deze flashbacks zijn niet altijd trouw aan het plot van het boek en zorgen voor ingrijpende veranderingen op verschillende plaatsen.
In de eerste plaats worden een aantal belangrijke personages uit de jeugd van Johan in de film geschrapt. Op deze manier blijven de flashbacks meer gefocust op de relatie tussen Johan en Oeroeg en diens ontwikkeling. Zo ontbreekt de moeder van Johan volledig en is ook het personage van mijnheer Bollinger, met wie ze een affaire had, alsook zijn opvolger Gerard, niet aanwezig in de film. In hun plaats worden sommige van hun functies in het verhaal, zoals de rol van mijnheer Bollinger als onderwijzer Nederlands van Johan, toegeschreven aan andere personages, zoals Lida. Zij is in het boek de uitbater van een pension waar Johan en Oeroeg later verblijven als ze gaan studeren, maar geeft Johan hier dus ook les aan huis.
De meest centrale gebeurtenissen in de relatie tussen Johan en Oeroeg komen wel aan bod, maar worden op enkele punten gewijzigd, zoals de aanleiding voor de dood van Deppoh. Hierbij begeven Johan en Oeroeg zich samen op een vlot op het Zwarte Meer. In het boek komt Deppoh, de vader van Oeroeg, om als hij Johan uit het meer probeert te redden tijdens een uitstapje van de volwassenen en Johan verstrikt geraakt in de waterplanten. Aanvankelijk lijkt dit in de film ook het geval te zijn, en wordt de gebeurtenis gebruikt om Johan zijn twijfels over zijn vader, die hem niet gered zou hebben, kracht bij te zetten, maar al snel blijkt de jonge Johan in het ongewisse gelaten. Zijn vader redde hem wel van de verdrinkingsdood, maar verloor daarbij een kostbaar horloge, een familiestuk. Deppoh, bewust van de waarde van het horloge, duikt er achter, geraakt verstrikt in de waterplanten en verdrinkt.
Ook het sterven van zijn vader, in het boek op de achtergrond en impliciet toegeschreven aan de Japanse bezetting van Indonesië, speelt in de film een belangrijkere rol, en creëert in combinatie met de dood van Deppoh een vadermotief binnen de film. Zo stuit Johan bij zijn aankomst in zijn ouderlijk huis op het pas vermoorde lichaam van zijn vader, zijn dood koppelend aan een wegvluchtende Indonesiër die verdacht veel op Oeroeg leek. Later blijkt dat Oeroeg op dat moment al krijgsgevangene was en dus onmogelijk de dader kan geweest zijn.
Daarnaast kiest de film er bij sommige flashbacks ook voor om gebeurtenissen verder uit te diepen en een extra lading mee te geven, zoals het personage van Lida. Waar het boek enkel toont hoe ze steeds meer sympathie krijgt voor de zaak van Oeroeg, blijkt ze in de film al uitgegroeid te zijn tot een omroepster voor de propagandaradio van de TNI. Ook het bioscoopbezoek, in het boek slechts en passant vermeld, is een middel om de veranderde relatie tussen Johan en Oeroeg uit te diepen. Deze wordt in de film gebruikt om de raciale segregatie in Indonesië en de vervreemding van Johan en Oeroeg extra in de verf te zetten door een conflict te tonen tussen de zaal van de blanke bevolking met Johan enerzijds, en de inheemse bevolking met Oeroeg, die slechts de achterkant van het scherm van de blanken te zien krijgt, anderzijds.
Ten slotte opteert de film om te eindigen met een expliciete confrontatie tussen de twee jeugdvrienden Johan en Oeroeg, waar het boek de lezer in het ongewisse laat over het lot van Oeroeg, met slechts een onzekere confrontatie tussen Johan en een inlander die alleszins lijkt op Oeroeg. Tijdens een uitwisseling van krijgsgevangenen uit beide kampen herkennen Johan en Oeroeg elkaar, waarop Johan de vraag stelt of ze nog steeds vrienden zijn. "Niet zolang één Hollander net zoveel waard is als twaalf Indonesiërs", is Oeroeg zijn antwoord. Al zullen ze voor hem altijd broeders zijn.

## Ontvangst
Oeroeg ging op 10 juni 1993 in première in Nederland. In België en Indonesië ging de film pas in november 1993 in première. In 1994 werd Oeroeg uit de zalen gehaald en had hij zo'n 145.000 bezoekers getrokken. In Nederland spreken ze van een succes wanneer een film de ‘gouden grens’ van 100.000 bezoekers overschrijdt.

### Kritisch ontvangst
De film werd in 1993 geselecteerd voor het internationale festival voor historische films in Parijs. Daar won het geen prijzen. De acteur Rik Launspach won voor zijn vertolking van Johan ten Berghe het Gouden Kalf voor 'Beste Acteur' bij de Nederlandse Filmdagen in 1993.
Recensenten en critici schreven lovende stukken over de film. Van de Ven noemde het een nationale topper die zijn plaats verdient tussen films zoals Soldaat van Oranje, Turks Fruit en De Tweeling. Volgens Kroon heeft Nederland al lang meer gevoel voor woord dan beeld. De film is voor hem een mooi voorbeeld van waarom Nederland zich moet toespitsen op film en wat ze als land dan kunnen bereiken.
Er klonken ook negatieve geluiden. Zo vindt Rudy Kousbroek dat de film "niet deugde" en dat ligt volgens hem aan het scenario. Hij denkt dat de scenaristen het zichzelf en het publiek te makkelijk gemaakt hebben. Hij levert ook kritiek op de keuze om een boek te verfilmen en er dan mijlenver van af te wijken. Hij gaat zelfs zo ver om de verfilming een diefstal te noemen. Kousbroek verwijt in zijn stuk de scenarist meer dan de regisseur. Hylkema reageerde jaren later op Kousbroeks kritiek en zei dat die geleid heeft tot een jarenlange vete tussen zichzelf en Jean van de Velde, een scenarist van Oeroeg.